# Journalisten
Journalisten er et fagblad om medier og journalistik, der udgives af Dansk Journalistforbund og fungerer som medlemsblad for forbundets medlemmer, der er journalister, fotografer, grafikere, informationsmedarbejdere og tv-teknikere. Journalisten udkommer 20 gange årligt i godt 14.000 eksemplarer.
Bladet udkom første gang i januar 1905.
I 2007 modtog magasinet Anders Bording-prisen.